# Gran Premio di superbike di Istanbul 2013
Il Gran Premio di Superbike di Istanbul 2013 è stata l'undicesima prova su quattordici del campionato mondiale Superbike 2013, è stato disputato il 15 settembre sul circuito di Istanbul e in gara 1 ha visto la vittoria di Eugene Laverty davanti a Marco Melandri e Tom Sykes, lo stesso pilota si è ripetuto anche in gara 2, davanti a Tom Sykes e Sylvain Guintoli.
La vittoria nella gara valevole per il campionato mondiale Supersport 2013 è stata ottenuta da Kenan Sofuoğlu.
Si è trattato della prima volta che una prova del campionato mondiale Superbike si è svolta in Turchia; l'evento non si è però ripetuto negli anni successivi.

## Risultati

### Gara 1

#### Arrivati al traguardo[4]
| Pos. | Nº  | Pilota            | Squadra              | Motocicletta         | Giri | Tempo     | Griglia | Punti |
| ---- | --- | ----------------- | -------------------- | -------------------- | ---- | --------- | ------- | ----- |
| 1º   | 58  | Eugene Laverty    | Aprilia Racing       | Aprilia RSV4 Factory | 18   | 34:57.650 | 4º      | 25    |
| 2º   | 33  | Marco Melandri    | BMW Motorrad GoldBet | BMW S1000 RR         | 18   | +0:02.009 | 7º      | 20    |
| 3º   | 66  | Tom Sykes         | Kawasaki Racing      | Kawasaki ZX-10R      | 18   | +0:03.432 | 1º      | 16    |
| 4º   | 50  | Sylvain Guintoli  | Aprilia Racing       | Aprilia RSV4 Factory | 18   | +0:03.919 | 2º      | 13    |
| 5º   | 34  | Davide Giugliano  | Althea Racing        | Aprilia RSV4 Factory | 18   | +0:15.830 | 3º      | 11    |
| 6º   | 24  | Toni Elías        | Red Devils Roma      | Aprilia RSV4 Factory | 18   | +0:15.945 | 5º      | 10    |
| 7º   | 16  | Jules Cluzel      | Fixi Crescent Suzuki | Suzuki GSX-R1000     | 18   | +0:16.921 | 6º      | 9     |
| 8º   | 19  | Chaz Davies       | BMW Motorrad GoldBet | BMW S1000 RR         | 18   | +0:21.491 | 8º      | 8     |
| 9º   | 91  | Leon Haslam       | Pata Honda           | Honda CBR1000RR      | 18   | +0:40.186 | 9º      | 7     |
| 10º  | 84  | Michel Fabrizio   | Pata Honda           | Honda CBR1000RR      | 18   | +0:40.218 | 12º     | 6     |
| 11º  | 23  | Federico Sandi    | Team Pedercini       | Kawasaki ZX-10R      | 18   | +0:41.700 | 11º     | 5     |
| 12º  | 31  | Vittorio Iannuzzo | Grillini Dentalmatic | BMW S1000 RR         | 18   | +1:39.549 | 15º     | 4     |
| 13º  | 35  | Tolga Uprak       | CMS-Eypbike Racing   | Kawasaki ZX-10R      | 17   | +1 giro   | 13º     | 3     |
| 14º  | 169 | Yunus Erçelik     | Sampiyon 169         | BMW S1000 RR         | 17   | +1 giro   | 14º     | 2     |

#### Ritirati
| Nº | Pilota          | Squadra        | Motocicletta           | Giri | Griglia |
| -- | --------------- | -------------- | ---------------------- | ---- | ------- |
| 8  | Mark Aitchison  | Team Pedercini | Kawasaki ZX-10R        | 10   | 10º     |
| 86 | Ayrton Badovini | Ducati Alstare | Ducati 1199 Panigale R | 9    | 16º     |

### Gara 2

#### Arrivati al traguardo[5]
| Pos. | Nº  | Pilota            | Squadra              | Motocicletta         | Giri | Tempo     | Griglia | Punti |
| ---- | --- | ----------------- | -------------------- | -------------------- | ---- | --------- | ------- | ----- |
| 1º   | 58  | Eugene Laverty    | Aprilia Racing       | Aprilia RSV4 Factory | 18   | 34:58.775 | 4º      | 25    |
| 2º   | 66  | Tom Sykes         | Kawasaki Racing      | Kawasaki ZX-10R      | 18   | +0:01.708 | 1º      | 20    |
| 3º   | 50  | Sylvain Guintoli  | Aprilia Racing       | Aprilia RSV4 Factory | 18   | +0:04.052 | 2º      | 16    |
| 4º   | 33  | Marco Melandri    | BMW Motorrad GoldBet | BMW S1000 RR         | 18   | +0:10.860 | 7º      | 13    |
| 5º   | 24  | Toni Elías        | Red Devils Roma      | Aprilia RSV4 Factory | 18   | +0:12.171 | 5º      | 11    |
| 6º   | 19  | Chaz Davies       | BMW Motorrad GoldBet | BMW S1000 RR         | 18   | +0:12.396 | 8º      | 10    |
| 7º   | 16  | Jules Cluzel      | Fixi Crescent Suzuki | Suzuki GSX-R1000     | 18   | +0:17.434 | 6º      | 9     |
| 8º   | 91  | Leon Haslam       | Pata Honda           | Honda CBR1000RR      | 18   | +0:17.683 | 9º      | 8     |
| 9º   | 34  | Davide Giugliano  | Althea Racing        | Aprilia RSV4 Factory | 18   | +0:25.770 | 3º      | 7     |
| 10º  | 84  | Michel Fabrizio   | Pata Honda           | Honda CBR1000RR      | 18   | +0:38.735 | 12º     | 6     |
| 11º  | 8   | Mark Aitchison    | Team Pedercini       | Kawasaki ZX-10R      | 18   | +0:48.892 | 10º     | 5     |
| 12º  | 23  | Federico Sandi    | Team Pedercini       | Kawasaki ZX-10R      | 18   | +0:49.136 | 11º     | 4     |
| 13º  | 31  | Vittorio Iannuzzo | Grillini Dentalmatic | BMW S1000 RR         | 18   | +1:36.589 | 15º     | 3     |
| 14º  | 35  | Tolga Uprak       | CMS-Eypbike Racing   | Kawasaki ZX-10R      | 17   | +1 giro   | 13º     | 2     |
| 15º  | 169 | Yunus Erçelik     | Sampiyon 169         | BMW S1000 RR         | 17   | +1 giro   | 14º     | 1     |

### Supersport

#### Arrivati al traguardo[3]
| Pos. | Nº  | Pilota               | Squadra                       | Motocicletta     | Giri | Tempo     | Griglia | Punti |
| ---- | --- | -------------------- | ----------------------------- | ---------------- | ---- | --------- | ------- | ----- |
| 1º   | 54  | Kenan Sofuoğlu       | MAHI Racing Team India        | Kawasaki ZX-6R   | 16   | 31:59.707 | 1º      | 25    |
| 2º   | 11  | Sam Lowes            | Yakhnich Motorsport           | Yamaha YZF R6    | 16   | + 0.040   | 2º      | 20    |
| 3º   | 60  | Michael van der Mark | Pata Honda                    | Honda CBR600RR   | 16   | + 9.074   | 7º      | 16    |
| 4º   | 26  | Lorenzo Zanetti      | Pata Honda                    | Honda CBR600RR   | 16   | + 11.987  | 8º      | 13    |
| 5º   | 47  | Roberto Rolfo        | ParkinGo MV Agusta Corse      | MV Agusta F3 675 | 16   | + 12.696  | 14º     | 11    |
| 6º   | 91  | Roberto Tamburini    | Team Lorini                   | Honda CBR600RR   | 16   | + 12.936  | 10º     | 10    |
| 7º   | 88  | Kevin Coghlan        | Kawasaki DMC-Lorenzini        | Kawasaki ZX-6R   | 16   | + 14.002  | 5º      | 9     |
| 8º   | 44  | David Salom          | Kawasaki Intermoto Ponyexpres | Kawasaki ZX-6R   | 16   | + 14.855  | 6º      | 8     |
| 9º   | 4   | Jack Kennedy         | Rivamoto                      | Honda CBR600RR   | 16   | + 19.952  | 13º     | 7     |
| 10º  | 17  | Ronan Quarmby        | Prorace                       | Honda CBR600RR   | 16   | + 20.429  | 20º     | 6     |
| 11º  | 9   | Luca Scassa          | Kawasaki Intermoto Ponyexpres | Kawasaki ZX-6R   | 16   | + 23.542  | 15º     | 5     |
| 12º  | 25  | Alex Baldolini       | Suriano Racing                | Suzuki GSX-R600  | 16   | + 25.392  | 16º     | 4     |
| 13º  | 5   | Raffaele De Rosa     | Team Lorini                   | Honda CBR600RR   | 16   | + 28.730  | 9º      | 3     |
| 14º  | 55  | Massimo Roccoli      | Pata by Martini               | Yamaha YZF R6    | 16   | + 29.051  | 18º     | 2     |
| 15º  | 65  | Vladimir Leonov      | Yakhnich Motorsport           | Yamaha YZF R6    | 16   | + 29.118  | 12º     | 1     |
| 16º  | 61  | Fabio Menghi         | VFT Racing                    | Yamaha YZF R6    | 16   | + 30.081  | 19º     |       |
| 17º  | 20  | Mathew Scholtz       | Suriano Racing                | Suzuki GSX-R600  | 16   | + 33.143  | 21º     |       |
| 18º  | 66  | Danny Webb           | PTR Honda                     | Honda CBR600RR   | 16   | + 42.864  | 23º     |       |
| 19º  | 19  | Florian Marino       | Kawasaki Intermoto Ponyexpres | Kawasaki ZX-6R   | 16   | + 42.864  | 4º      |       |
| 20º  | 87  | Luca Marconi         | PTR Honda                     | Honda CBR600RR   | 16   | + 42.892  | 22º     |       |
| 21º  | 7   | Nacho Calero Pérez   | Honda PTR                     | Honda CBR600RR   | 16   | +1:06.473 | 27º     |       |
| 22º  | 59  | Alex Schacht         | Racing Team Toth              | Honda CBR600RR   | 16   | +1:06.836 | 31º     |       |
| 23º  | 10  | Imre Tóth            | Racing Team Toth              | Honda CBR600RR   | 16   | +1:07.681 | 24º     |       |
| 24º  | 69  | David McFadden       | Honda PTR                     | Honda CBR600RR   | 16   | +1:16.720 | 30º     |       |
| 25º  | 6   | Vladimir Ivanov      | Kawasaki DMC-Lorenzini        | Kawasaki ZX-6R   | 16   | +1:24.554 | 28º     |       |
| 26º  | 95  | Theodosios Sinioris  | Sinioris Racing               | Honda CBR600RR   | 16   | +1:24.896 | 29º     |       |
| 27º  | 113 | Barış Tok            | GoPro BT Racing               | Yamaha YZF R6    | 16   | +2:07.117 | 33º     |       |

#### Ritirati
| Nº | Pilota          | Squadra                  | Motocicletta     | Giri | Griglia |
| -- | --------------- | ------------------------ | ---------------- | ---- | ------- |
| 21 | Christian Iddon | ParkinGo MV Agusta Corse | MV Agusta F3 675 | 14   | 3º      |
| 99 | Fabien Foret    | MAHI Racing Team India   | Kawasaki ZX-6R   | 14   | 11º     |
| 32 | Sheridan Morais | Team Goeleven            | Kawasaki ZX-6R   | 9    | 17º     |
| 24 | Eduard Blokhin  | Rivamoto                 | Honda CBR600RR   | 6    | 32º     |
| 34 | Balázs Németh   | Complus SMS Racing       | Honda CBR600RR   | 6    | 26º     |
| 90 | Çağrı Coşkun    | Pacific Racing           | Honda CBR600RR   | 3    | 34º     |
| 52 | Damian Cudlin   | Honda PTR                | Honda CBR600RR   | 3    | 25º     |